# 대한민국 상법 제390조
대한민국 상법 제390조는 이사회의 소집에 대한 상법 회사법의 조문이다.

## 조문
제390조 (이사회의 소집) (1) 이사회는 각이사가 소집한다. 그러나 이사회의 결의로 소집할 이사를 정한 때에는 그러하지 아니하다.

(2) 제1항 단서의 규정에 의하여 소집권자로 지정되지 않은 다른 이사는 소집권자인 이사에게 이사회 소집을 요구할 수 있다. 소집권자인 이사가 정당한 이유없이 이사회 소집을 거절하는 경우에는 다른 이사가 이사회를 소집할 수 있다.

(3) 이사회를 소집함에는 회일을 정하고 그 1주간전에 각 이사 및 감사에 대하여 통지를 발송하여야 한다. 그러나 그 기간은 정관으로 단축할 수 있다.

(4) 이사회는 이사 및 감사전원의 동의가 있는 때에는 제3항의 절차없이 언제든지 회의할 수 있다.